# Mauro Ribeiro
Mauro Silvestre Ribeiro (Curitiba, 19 luglio 1964) è un ex ciclista su strada brasiliano, professionista dal 1986 al 1994. In carriera vinse una tappa al Tour de France 1991 e una alla Parigi-Nizza 1990.

## Palmarès
- 1985 (dilettanti)

Cinturón Ciclista Internacional a Mallorca
- 1988 (R.M.O., una vittoria)

Prix de l'Amitié
- 1989 (R.M.O., una vittoria)

Grand Prix de Lausanne
- 1990 (R.M.O., una vittoria)

7ª tappa Parigi-Nizza (Mandelieu-la-Napoule > Nizza)
- 1991 (R.M.O., due vittorie)

5ª tappa Route du Sud (Saint-Gaudens > Castres)
7ª tappa Tour de France (Alençon > Rennes)

### Altri successi
- 1991 (R.M.O.)

Brienon-sur-Armançon (Criterium)

## Piazzamenti

### Grandi Giri
- Tour de France

1991: 47º
- Vuelta a España

1991: ritirato (17ª tappa)

### Classiche monumento
- Milano-Sanremo

1987: 146º
1990: 40º
1991: 119º
1992: 168º
- Giro delle Fiandre

1989: 31º
1991: 67º
1992: 74º
- Parigi-Roubaix

1991: 45º
1992: 25º
- Liegi-Bastogne-Liegi

1989: 67º
1991: 74º
- Giro di Lombardia

1990: 65º

### Competizioni mondiali
- Campionati del mondo

Stoccarda 1991 - In linea Professionisti: 49º
- Giochi olimpici

Atlanta 1996 - In linea: 91º